# Waihopai Station

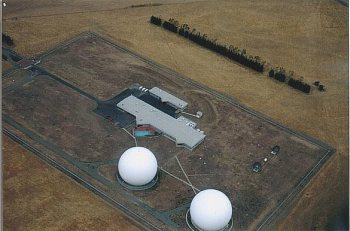
Waihopai Station

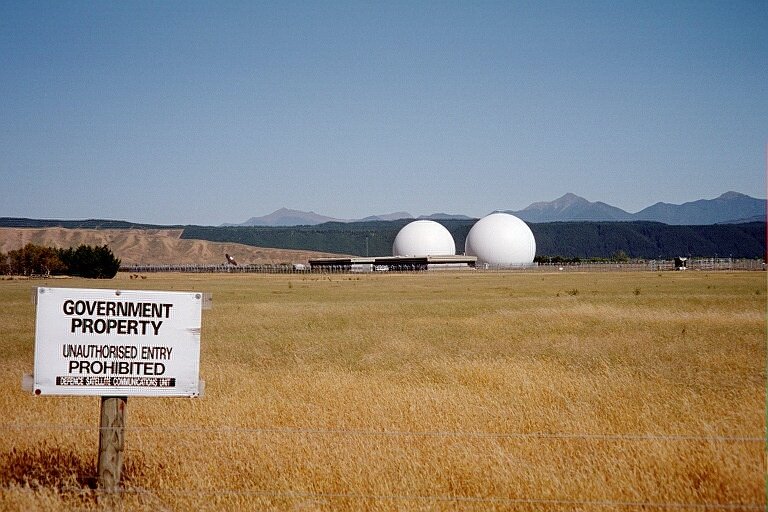
Waihopai Station

Die Waihopai Station im Waihopai-Tal im Marlborough District in Neuseeland ist eine Anlage des neuseeländischen Nachrichtendienstes Government Communications Security Bureau (GCSB).
Die Anlage ist, ebenso wie die Tangimoana Station, Teil des Echelon-Projekts und fängt die Telekommunikation des im Januar 1994 in Dienst gestellten Satelliten Intelsat 701 ab, der den Pazifikraum versorgt.
Im Rahmen der Veröffentlichungen zur Überwachungs- und Spionageaffäre 2013 wurde bekannt, dass Server der Anlage auch zum Betrieb der Spionagesoftware XKeyscore verwendet werden, mit der der US-amerikanische Nachrichtendienst NSA einen Großteil der weltweiten Internetverbindungen überwachen soll.